# Schwarzwälder Narrenvereinigung

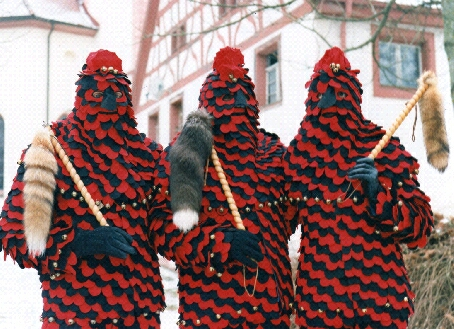
Eckbühlplätz der Narrenzunft Hochemmingen

Die Schwarzwälder Narrenvereinigung (SNV) ist ein Verband von Narrenzünften der schwäbisch-alemannischen Fasnet im Schwarzwald und auf der Baar. Die Mitgliedsvereine sind fast alle im Schwarzwald-Baar-Kreis und im Landkreis Breisgau-Hochschwarzwald ansässig; jeweils eine Zunft kommt aus dem Landkreis Tuttlingen und aus dem Landkreis Waldshut.
Der Verband vereinigt hauptsächlich Zünfte aus kleineren Orten. Während in vielen der Dörfer schon lange fastnachtliches Brauchtum verschiedener Art verbreitet war, entstanden dort Zünfte und Vereine meist erst in der zweiten Hälfte des 20. Jahrhunderts. Neben den dörflichen Vereinen gehören auch einige neuere Gruppen aus den städtischen Fasnetshochburgen der Region der Vereinigung an.
Der Verband wurde am 23. Oktober 1971 in Klengen von fünf Narrenzünften und -vereinen gegründet und hat inzwischen 53 Mitglieder (Stand: Oktober 2017). Sie ist in der Form eines eingetragenen Vereins organisiert. Präsidentin ist seit 2017 Anne-Rosel Schwarz aus Donaueschingen-Wolterdingen.
Der Verband veranstaltet jährlich Narrentreffen an wechselnden Orten. Alle drei Jahre findet das große Ringtreffen mit allen 53 Verbandszünften statt. Das letzte[veraltet] fand vom 3. bis 5. Februar 2017 in Unterkirnach statt.
Der Sitz der Vereinigung wurde 2016 ins verbandseigene SNV-Narrendomizil (Büro, Archiv, Veranstaltungsräume), Kirchstrasse 2, 78087 Unterkirnach verlegt.
Originale Masken der Mitgliedszünfte sowie Miniaturen der ganzen Narrenfiguren sind im Museum „Schloss-Narrenstuben“ im Schloss Bonndorf ausgestellt.

## Mitgliedszünfte
| Ort             | Gemeinde               | Zunft                                   | Gründung | Narrenruf                                                         | Figuren                                               | Bildergalerie |
| --------------- | ---------------------- | --------------------------------------- | -------- | ----------------------------------------------------------------- | ----------------------------------------------------- | ------------- |
| Aasen           | Donaueschingen         | Narrenverein Aasemer Weiherliit         | 1994     | Narri – Narro                                                     | - Bauer - Buuräwiebli - Wassergeist                   |               |
| Aufen           | Donaueschingen         | Buchberghexen Aufen 1989                | 1989     | Buchberg – Hexen                                                  | - Buchberghexe - Ober-Buchberghexe                    |               |
| Bachheim        | Löffingen              | Narrenverein Bachheim                   | 1958     | Narri – Narro                                                     | - Burgmüller - Burgmüllerin - Wutachpiraten           |               |
| Bad Dürrheim    | Bad Dürrheim           | Schabel-Hexenzunft                      | 1987     | Schabel – Hex (3×)                                                | - Schabel-Hexe - Hexenmeister                         |               |
| Bärental        | Feldberg               | Bärenzunft Bärental                     | 1979     | Bären – Dreck                                                     | - Bär - Beerewibli                                    |               |
| Behla           | Hüfingen               | Wettizunft Behla                        | 1973     | Hui Hui Narro                                                     | - Wetti-Butzer                                        |               |
| Brigachtal      | Brigachtal             | Narrenzunft Brigachtal                  | 1961     | Hoorig – Miau                                                     | - Strohmann - Strohhansel                             |               |
| Dauchingen      | Dauchingen             | Narrenzunft Dauchingen                  | 1978     | Pfui – Teufel                                                     | - Dauchinger Teufel - Alt-Teufel                      |               |
| Dittishausen    | Löffingen              | Geißenzunft Dittishausen                | 1968     | Narri – Narro                                                     | - Goaß - Taborhexe - Wurwibli - Wurmali - Goaßentöter |               |
| Döggingen       | Bräunlingen            | Gauchenzunft Döggingen                  | 1973     | Narri – Narro                                                     | - Gauch (Kuckuck) - Schlösslebuck-Hexe                |               |
| Donaueschingen  | Donaueschingen         | Schellenberg-Hexen Donaueschingen       | 1964     | Narro                                                             | - Schellenberg-Hex                                    |               |
| Donaueschingen  | Donaueschingen         | Stadthexen Donaueschingen               | 1975     | Besä – wisch                                                      | - Stadthexe - Hexenteufel - Wintermaa                 |               |
| Eisenbach       | Eisenbach              | Zunft der Bergmänner                    | 1974     | Narri – Narro                                                     | - Bergmann                                            |               |
| Ewattingen      | Wutach                 | Narrenverein Ewattingen                 | 1993     | Narri – Narro                                                     | - Strohbär                                            |               |
| Fischbach       | Niedereschach          | Narrenzunft Fischbach                   | 1973     | Schlapphut – Täler Teufen – Maale                                 | - Schlapphut-Täler - Teufen-Maale                     |               |
| Friedenweiler   | Friedenweiler          | Narrenverein Friedenweiler              | 1967     | Narri – Narro                                                     | - Wurzelbruder - Tannenwible                          |               |
| Grüningen       | Donaueschingen         | Rebberghexen Grüningen                  | 1975     | s' hexet – hui                                                    | - Rebberghexe                                         |               |
| Gutmadingen     | Geisingen              | Narrenverein „Krähenloch“               | 1957     | Narri – Narro                                                     | - Rab - Burgbläri (Hund bzw. Katze)                   |               |
| Hammereisenbach | Vöhrenbach             | Burgzunft Hammereisenbach               | 1975     | Narri – Narro Burg – Zunft                                        | - Burgnarr                                            |               |
| Hausen vor Wald | Hüfingen               | Narrenverein Reetiwölf                  | 2004     | Reeti – Welf                                                      | Wolf                                                  |               |
| Herzogenweiler  | Villingen-Schwenningen | Glaserzunft Herzogenweiler              | 1985     | Glas – Schärbä                                                    | - Glaser - Glasträger (Zunftrat)                      |               |
| Hochemmingen    | Bad Dürrheim           | Narrenzunft Hochemmingen                | 1976     | Eckbühl – Blätz                                                   | - Eckbühlblätz - Eckbühl-Vogt                         |               |
| Hondingen       | Blumberg               | Narrenzunft Bäschili-Glöckli            | 1994     | Bäschili – Glöckli                                                | - Bäschili-Glöckli                                    |               |
| Hubertshofen    | Donaueschingen         | Narrenverein Waldwinkel                 | 1963     | Schmelle – Wieber                                                 | - Schmellenwieb - Badmilli-Hexer                      |               |
| Mundelfingen    | Hüfingen               | Narrenverein „Kehrwieder“               | 1951     | Narri – Narro                                                     | - Stecklespringer                                     |               |
| Neudingen       | Donaueschingen         | Narrenzunft Klosternarren               | 1959     | Narri – Narro                                                     | - Klosternarr                                         |               |
| Niedereschach   | Niedereschach          | Narrenzunft Niedereschach               | 1975     | Radi – Radau                                                      | - Schnurri                                            |               |
| Nußbach         | Triberg                | Narrenzunft Nußbach                     | 1958     | Narri – Narro                                                     | - Gflechtwieb - Strohdrescher - Katze                 |               |
| Oberbränd       | Eisenbach              | Uhrmacherzunft Oberbränd                | 1985     | Tic – Tac                                                         | - Uhrmacher                                           |               |
| Obereschach     | Villingen-Schwenningen | Gayser-Gilde Obereschach                | 1976     | Narri – Narro                                                     | Gayser                                                |               |
| Obertal         | Blumberg               | Narrenverein Obertalemer Blindschießer  | 1975     | Narri – Narro                                                     | - Blindschießer - Wildsau                             |               |
| Pfaffenweiler   | Villingen-Schwenningen | Narrenverein Wolfbach Rolli             | 1962     | Wolfbachrolli – Miau                                              | - Wolfbachrolli                                       |               |
| Pfohren         | Donaueschingen         | Schnuferzunft                           | 1973     | Narri – Narro                                                     | - Schnufer (Eule) - Burghexe                          |               |
| Reiselfingen    | Löffingen              | Gori-Zunft 1993 Reiselfingen            | 1993     | Narri – Narro Rieselfinger – Gori                                 | - Gori                                                |               |
| Rötenbach       | Friedenweiler          | Narrenverein Rötenbach                  | 1955     | Narri – Narro                                                     | - Elferrat - Feuerfunken - Hansele - Hörnle - Deifel  |               |
| Schabenhausen   | Niedereschach          | Schlierbach-Narren Schabenhausen        | 1975     | Schlierbach – Ahoi                                                | - Wasserträger - Brunnenschreck                       |               |
| Schönwald       | Schönwald              | Narrenzunft „Hirtebue“ Schönwald        | 1972     | Hirte – Bue                                                       | - Hirtebue                                            |               |
| Sumpfohren      | Hüfingen               | Narrenverein „Boschenstecher“           | 1984     | Boschen – Stecher                                                 | - Boschenstecher (männlich/weiblich)                  |               |
| Sunthausen      | Bad Dürrheim           | Narrenzunft „Kötach-Buure“ Sunthausen   | 1982     | Kötach – Buur                                                     | - Kötach-Buur - Kötach-Wiib                           |               |
| Tannheim        | Villingen-Schwenningen | Osemalizunft Tannheim                   | 1950     | Ose – Mali                                                        | - Osemali                                             |               |
| Unterbränd      | Bräunlingen            | Köhlerzunft Unterbränd                  | 1983     | Meiler – brennt, Meiler – brennt, Meiler – brennt, brennt, brennt | - Köhler - Köhlerliesel                               |               |
| Unterkirnach    | Unterkirnach           | Kieschtock-Zunft Unterkirnach           | 1967     | Käe – Schtock Holz – Wieber Beere – Wieble                        | - Kieschtock - Holzwieb - Beerewieble                 |               |
| Villingen       | Villingen-Schwenningen | Schanzelzunft Villingen                 | 1978     | Schanzel – Hoo                                                    | - Schanzel                                            |               |
| Villingen       | Villingen-Schwenningen | Hexenzunft Villingen                    | 1969     | Hex, Hex, Huiii                                                   | - Hexe - Hexenmeister - Gehilfe                       |               |
| Waldhausen      | Bräunlingen            | „Siibe Hiisli Liit“ Waldhausen          | 1970     | Narri – Narro                                                     | - Waldma - Waldfrau                                   |               |
| Wolterdingen    | Donaueschingen         | Narrenzunft Bregtal-Glonki Wolterdingen | 1957     | Narri – Narro                                                     | - Müllerbub und Müllerin - Stoaklopfer                |               |
| Wolterdingen    | Donaueschingen         | Narrenverein „Immerfroh“ Wolterdingen   | 1865     | Weiherhexen, Weiherhexen – naß, naß, naß                          | - Weiherhexe - Zindelsteiner - Zindelsteinerin        |               |

Einzelfiguren werden in der Tabelle kursiv dargestellt. Einige der größeren Zünfte weisen über die genannten Narrenfiguren hinaus weitere Gruppen und Einzelfiguren auf wie Narrenpolizei, Narreneltern, Zunftrat, Fuhrmänner (zum Aufstellen des Narrenbaums), Tanzgarde und Musikgruppen.

## Anwärter und Gäste
Folgende Zünfte mit dem Status einer „Anwärterzunft“ bzw. „Gastzunft“ sind noch keine Vollmitglieder der Vereinigung (Stand Oktober 2017):
| Ort            | Gemeinde        | Zunft                                                | Gründung | Narrenruf          | Figuren                               | Bildergalerie |
| -------------- | --------------- | ---------------------------------------------------- | -------- | ------------------ | ------------------------------------- | ------------- |
| Allmendshofen  | Donaueschingen  | Historischer Narrenverein „Hans-Heini-Narro“         | 1995     | Hans Heini – Narro | - Hans-Heini-Narro                    |               |
| Unterbaldingen | Bad Dürrheim    | Narrenzunft Unterbaldingen – Baldinger Tigerschweine | 1993     | Tiger – Suu        | - Baldinger Tigerschwein              |               |
| Schwenningen   | VS-Schwenningen | Narrenverein Ziegel-Buben – Ziegel-Bube, Ziegler     | 1985     | Ziegel – Buebe     | - Ziegel-Buben, Ziegler               |               |
| Bad Dürrheim   | Bad Dürrheim    | Urviecher Bad Dürrheim                               | 1979     | Ur-Viecher         | - Ur-Viech - Muselmannen - Guggemusik |               |
| Fürstenberg    | Hüfingen        | NZ Bergesel Fürstenberg                              | 2016     | Berg-Esel          | - Bergesel                            |               |
| Niedereschach  | Niedereschach   | Eschachdeifel Niedereschach                          | 1982     | Eschach-Deifel     | - Eschach-Deifel - Berlefein          |               |